# سویحان

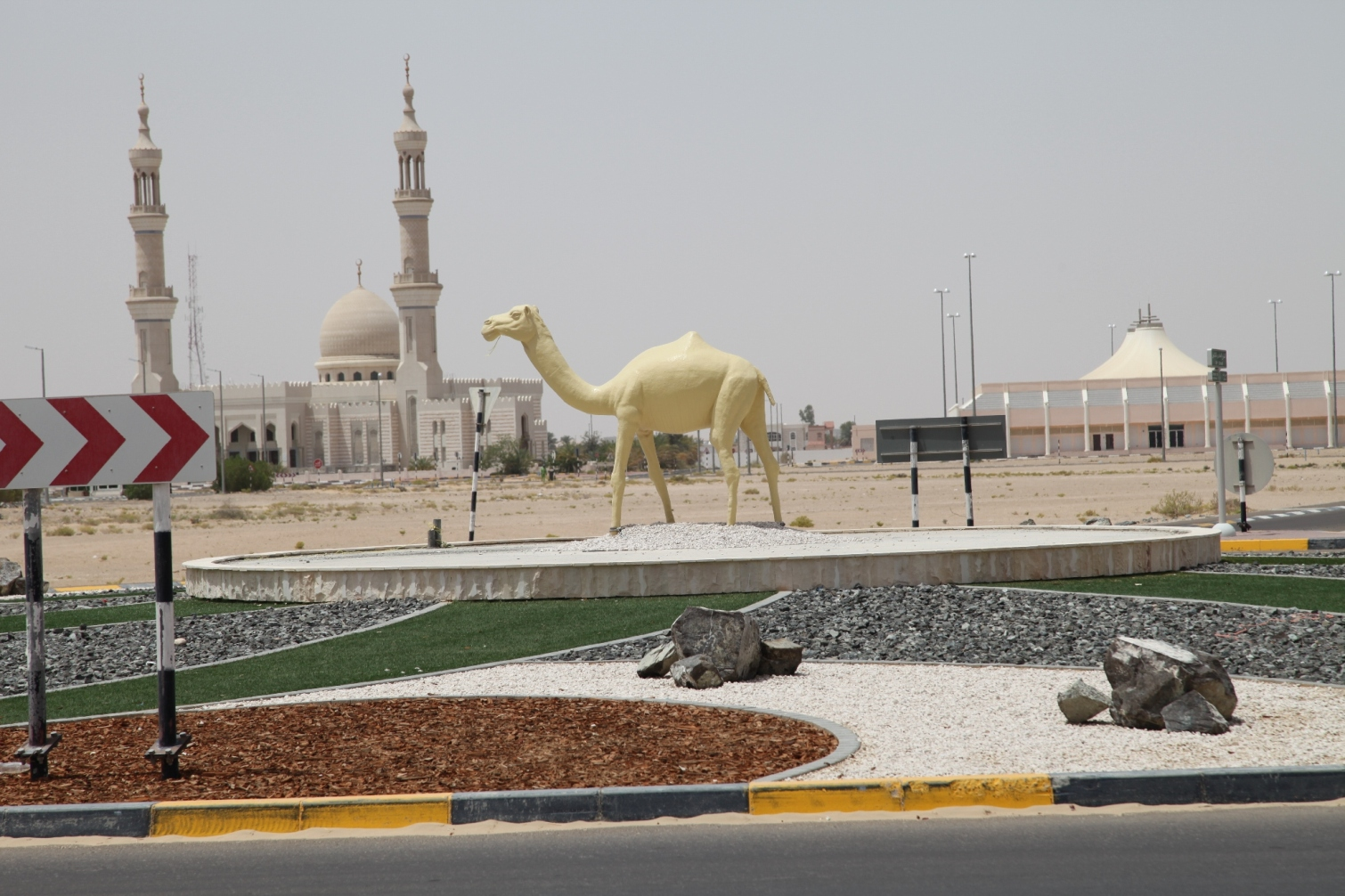
شتر یک‌کوهانه یکی از نمادهای این روستا می‌باشد

سُوِیحان یکی از روستاهای شهر العین در شیخ‌نشین ابوظبی در کشور امارات متحده عربی است. فاصلۀ این روستا از العین ۷۰ کیلومتر می‌باشد و عمده شهرت آن بدلیل مزرعه‌هایی است که آن را احاطه کرده و همچنین ساکنان محلی آن است.
همچنین در این منطقه یک مرکز ملی تحقیق در مورد پرندگان وجود دارد که در نوع خود بزرگترین مرکز در امارت ابوظبی می‌باشد.